# 신미영
신미영(1977년 12월 10일 ~ )은 대한민국의 배우이다.

## 출연

### 드라마
- 2018년 JTBC 《미스 함무라비》
- 2019년 JTBC 《눈이 부시게》 - 은숙 역
- 2019년 tvN 《사랑의 불시착》 - 엘리베이터 운전공 역
- 2020년 KBS 2TV 《한 번 다녀왔습니다》 - 박경화 (건어물) 역
- 2020년 SBS 《날아라 개천용》 - 김두식의 어머니 역
- 2021년 JTBC 《로스쿨》 - 강솔 A의 어머니 역
- 2021년 SBS 《모범택시》 - 한미애 역
- 2023년 Disney+ 《무빙》 - 성우의 어머니 역
- 2025년 쿠팡플레이 《뉴토피아》 - 경순 역
- 2025년 Netflix 《폭싹 속았수다》 - 금은방 주인 역
- 2025년 Disney+ 《나인 퍼즐》 - Y 호텔 청소부 역

### 영화
- 2006년 《미녀는 괴로워》 - 코러스 2 역
- 2014년 《카트》 - 계산원 13 역
- 2015년 《조선명탐정: 사라진 놉의 딸》 - 아낙 2 역
- 2015년 《손님》 - 연미 역
- 2015년 《퇴마: 무녀굴》 - 가사도우미 역
- 2016년 《밀정》 - 한국인 고참 수녀 역
- 2016년 《흔들리는 물결》 - 용수 아내 역
- 2016년 《여고생》 - 중환자실 간호사 역
- 2017년 《눈발》 - 화장품 가게 주인 역
- 2017년 《리얼》 - 간병인 역
- 2017년 《장례난민》 - 엄마 역
- 2018년 《파란 입이 달린 얼굴》 - 희수 역
- 2018년 《엄마의 공책》 - 암환자 손님 역
- 2018년 《창궐》 - 군졸야귀 아내 역
- 2019년 《생일》 - 창훈 엄마 역
- 2019년 《롱 리브 더 킹: 목포 영웅》 - 중앙시장 상인 3 역
- 2019년 《아워 바디》 - 사수 역
- 2019년 《공명선거》 - 현택 엄마 역
- 2020년 《애비규환》 - 복통튀김 여자 손님 역
- 2021년 《미드나이트》 - 여 사장 역
- 2022년 《이상한 나라의 수학자》 - 전도사 역
- 2022년 《뜨거운 피》 - 포장마차 주인 역
- 2023년 《몸값 Part.1》 - 1번 입찰인 역
- 2024년 《시민 덕희》 - 놀이방 이모 역

### 공연

#### 연극
- 2008년 《보고싶습니다》 - 경자 역
- 2009년 《룸넘버 13》 - 파멜라 역
- 2009년 《오랜 친구 이야기》
- 2009년 《막무가내들》 - 처녀 귀신 김옥빈 역
- 2010년 《내가 가장 예뻤을 때》
- 2011년 《프렌즈》 - 린다 역
- 2011년 《아프리카에서 죽기》 - 영래 역
- 2014년 《탐나는 가족》 - 미금 역

#### 뮤지컬
- 2004년 《블루사이공》 - 약촌댁 / 베트남 여인 역
- 2007년 《두근두근》 - 맨입 사운드 엉뚱 발랄 새침데기 역